# Watertoren (Delfzijl)
De watertoren in Delfzijl staat op het bedrijfsterrein van de aluminiumfabriek Klesch Aluminium Delfzijl. Het is een geheel uit metaal vervaardigde, ronde watertoren. Op de bovenetage bevindt zich een groot waterreservoir van het type Barkhausen en op de benedenetage een pomp.